# We Don’t Wanna Put In
We Don’t Wanna Put In је песма са којом је грузијска група Stephane и 3G желела да представља Грузију на Песми Евровизије 2009. године у Москви.
Дана 18. фебруара 2009. на првом каналу грузијске јавне телевизије одржано је квалификационо такмичење за одређивање извођача који ће представљати Грузију на Песми Евровизије. Победник је била група „Stephane и 3G” са песмом „We Don’t Wanna Put In”.
У фебруару 2009. неки руски медији су приметили да се песма може перципирати као текст који садржи помињање имена извесног „Путина“, коме је упућена фраза „нећемо“, што је протумачено као алузија на актуелног председника руске владе Владимира Путина. Стихови We don’t wanna put in / The negative move, / It’s killin' the groove, могу се протумачити као: „Не желимо Путина / Ово је деструкција / Ово убија сву забаву”.  После унутрашњег државног квалификационог кола, извођач Стефане је изјавио да је „узео ову песму само зато што су те фразе ту“, не скривајући притом политички призвук песме, која је протест Грузије против рата са Русијом у августу 2008. године.
Дана 20. фебруара 2009. у штампи се појавила информација да ће се текст песме променити. Такође је објављено да је томе допринела певачица Диана Гуртскаја, која је наступила на Евровизији представљајући Грузију 2008. године, назвавши избор ове песме „огромном грешком и провокацијом која се не може дозволити“. Ипак, шеф националног пројекта за избор песме за такмичење Евровизије, Натја Узнадзе, демантовала је ову информацију, рекавши да се текст песме неће мењати и да Диана Гуртскаја није покушала да утиче на одлуку селекционог жирија на било који начин.
Продуцент Дима Билана, победника Евровизије 2008. године, Јана Рудковскаја назвала је грузијску песму неморалном, залажући се за њену дисквалификацију. Један од лидера грузијске опозиције Давид Гамкрелидзе назвао је текст песме провокативним, саветујући их да га промене.
Дана 10. марта 2009. у разним медијима појавила се порука да Европска радиодифузна унија захтева да Грузија промени текст песме. Како је објављено на званичном сајту Европске радиодифузне уније, песма не испуњава услове из става IV и 9. правила Евровизије. Према правилима, песме „не смеју да нашкоде репутацији наступа или Песме Евровизије”. Текст и наслов песме у којој се може видети алузија на премијера Руске Федерације Владимира Путина, према организаторима Евровизије, крши правила такмичења.
Како би и даље учествовала у такмичењу, Грузија је до 16. марта морала да одабере другу песму или промени текст већ изабране. Продуценткиња компаније Евровизија-Грузија, Натја Узнадзе, објавила је званично одбијање Грузије да учествује на Песми Евровизије 2009. 11. марта 2009. године. Грузијски министарка културе Ника Руруа рекла је: „Сигурна сам да је руководство Евровизије доживело невиђени притисак од стране Русије. Штавише, Русија може да извуче озбиљну финансијску корист из ове ситуације“.